# 392655 Fengmin
392655 Fengmin este o planetă minoră (asteroid) din centura de asteroizi. A fost descoperită pe 25 martie 2009 la Xuyi County⁠(d) de . 
Obiectul prezintă o orbită caracterizată de o semiaxă mare de 2,9279613879373 UAi, o excentricitate de 0,063689016388378, o înclinație de 11,890000283846 ° în raport cu ecliptica.